# Там Куї Кхі-Конг

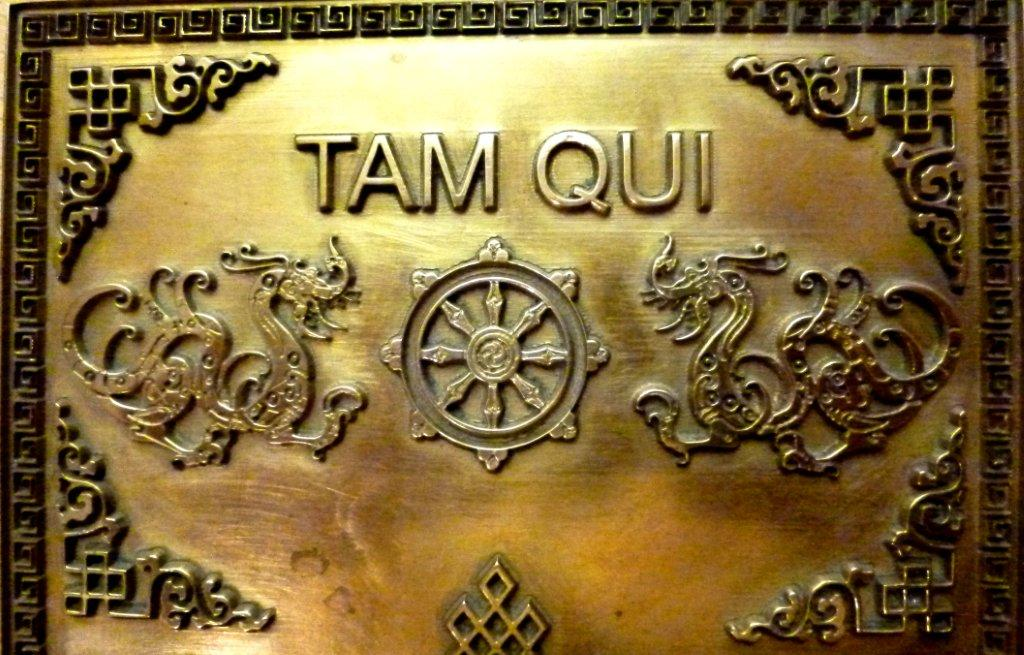
Символіка Там Куї Кхі-Конг

Там Куї Кхі-Конг (в'єт. Tam quy khí-công) - в'єтнамське бойове мистецтво. «Там Куї» у перекладі з в'єтнамської означає «Три скарби», «Три прихистки». 
Там Куї Кхі-Конг не є спорідненим з іншими стилями єдиноборств, що виникли в Стародавньому В'єтнамі, являючи собою оригінальну і цілісну систему бойової і психофізичної підготовки воїнів. Філософські коріння Там Куї сходять до в'єтнамського Тхіен. 
У Там Куї Кхі-Конг відсутні спортивний і демонстраційний аспекти. Правила школи прямо забороняють використання техніки стилю для показових виступів. Там Куї існує як гранично прикладний метод самозахисту і разом з тим - як система психофізичного і духовного виховання в традиціях Тхіен і Буддизму Чистої Землі.

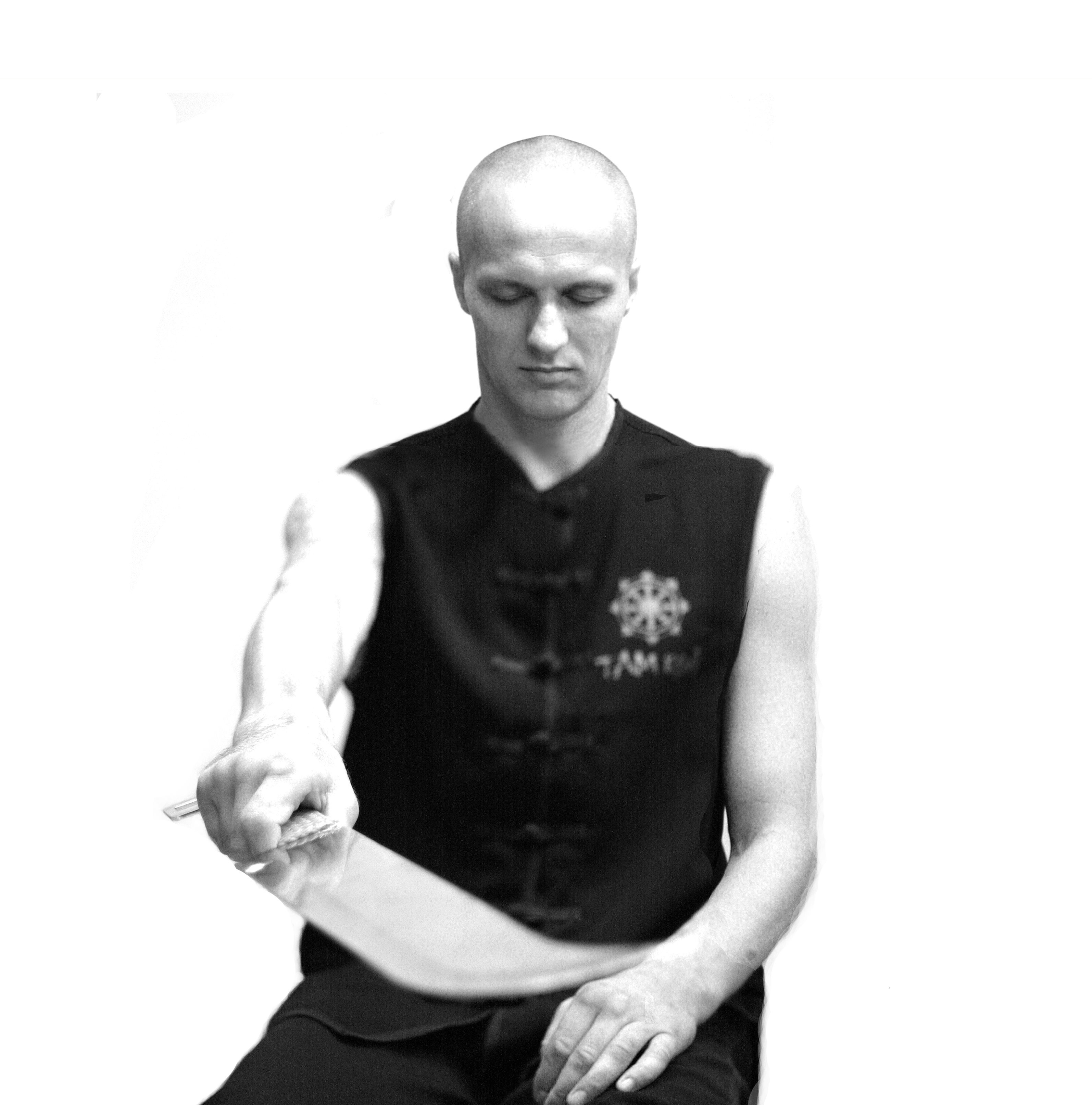
Майстер Там Куї Тхіен Зуен

## Історія виникнення
За легендою про походження стилю, основи техніки були відкриті архатами простому хлопцю, який захищав своє село від нападів розбійників. Надалі стиль Там Куї носив сімейний, клановий характер, закритий для вивчення за межами сім'ї, що характерно для багатьох в'єтнамських шкіл.

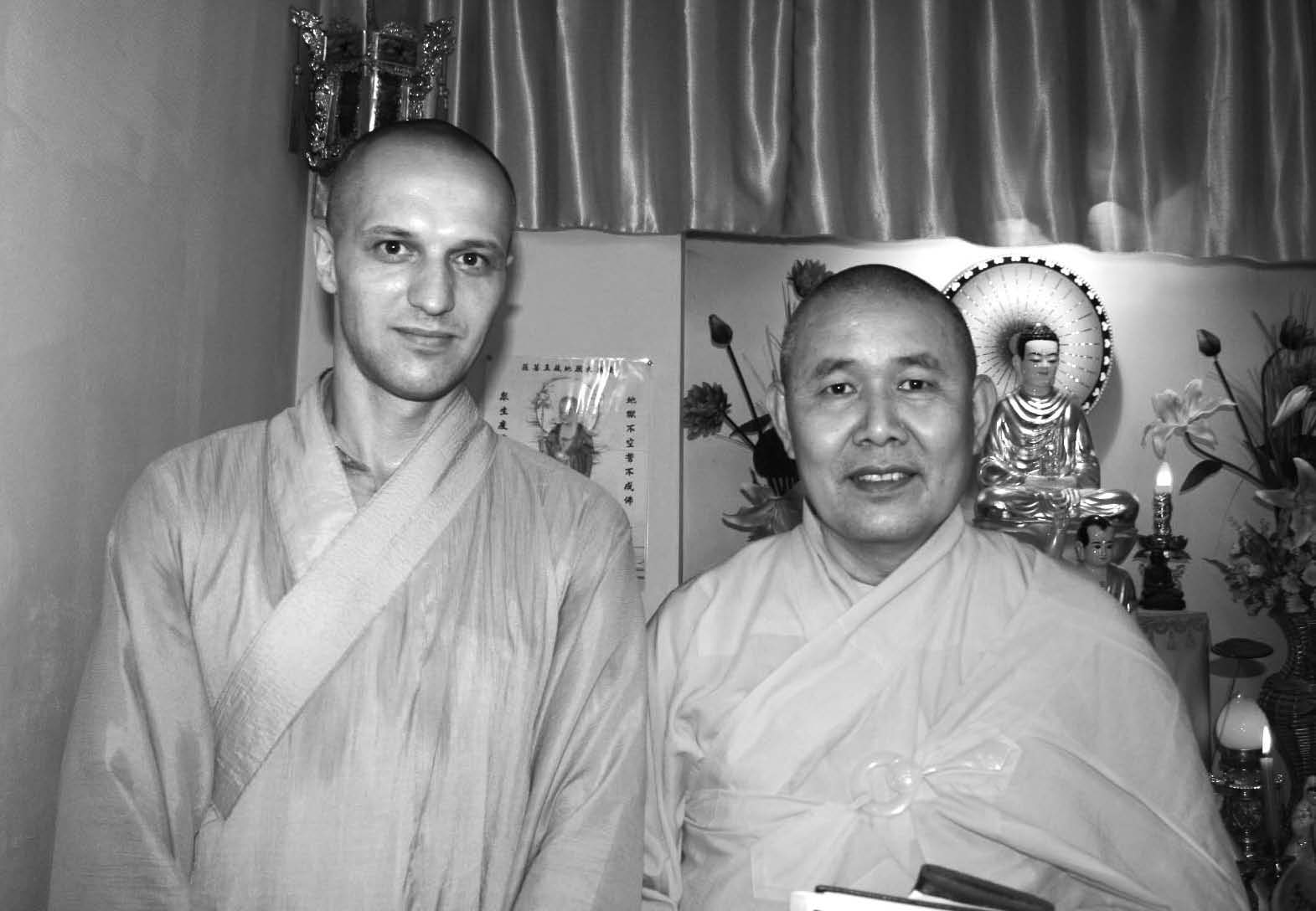

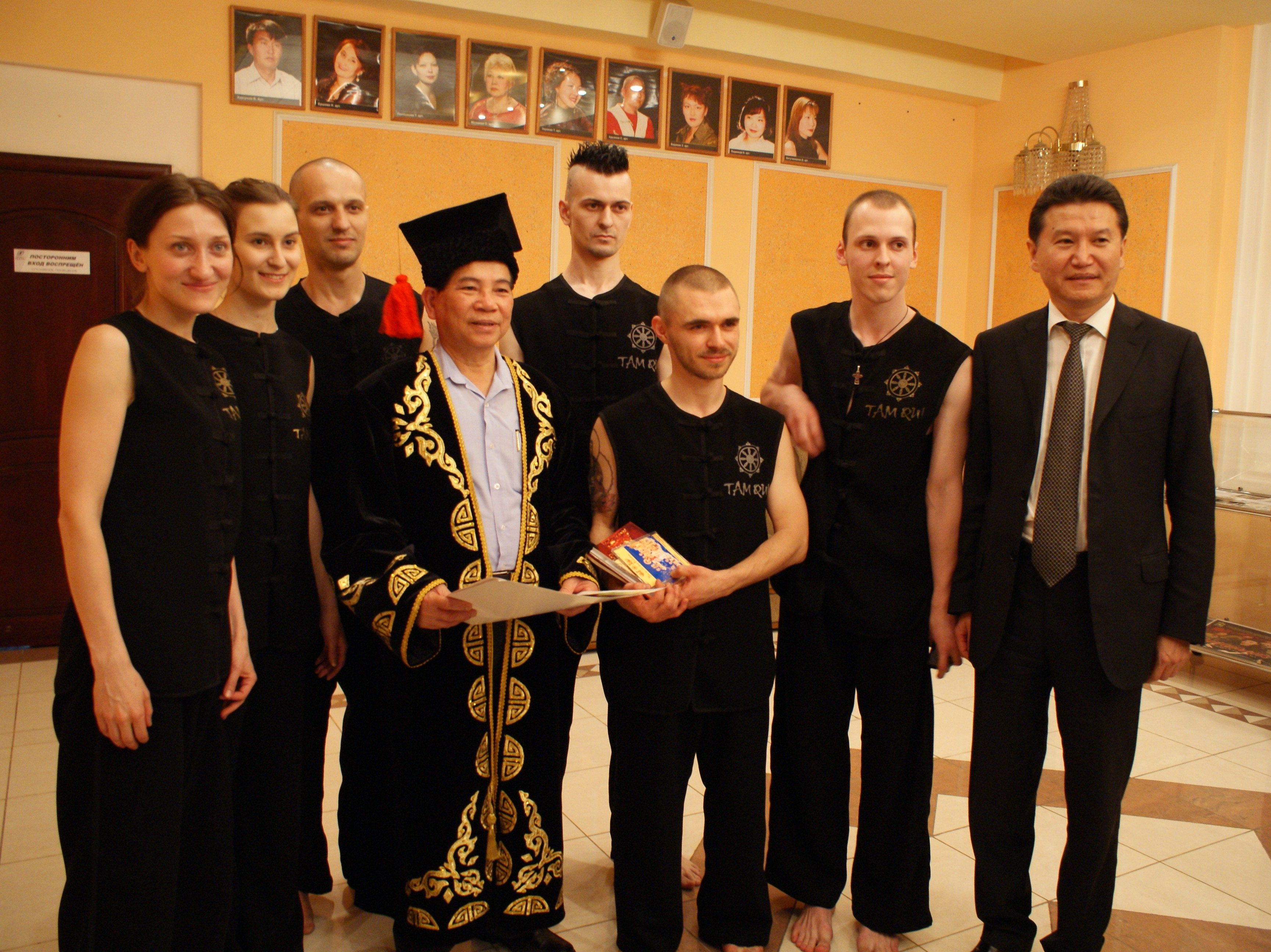
The Tam Qui Khi-kong Federation with the President of the Socialist Republic of Vietnam Mr. Nguyen Minh Triet

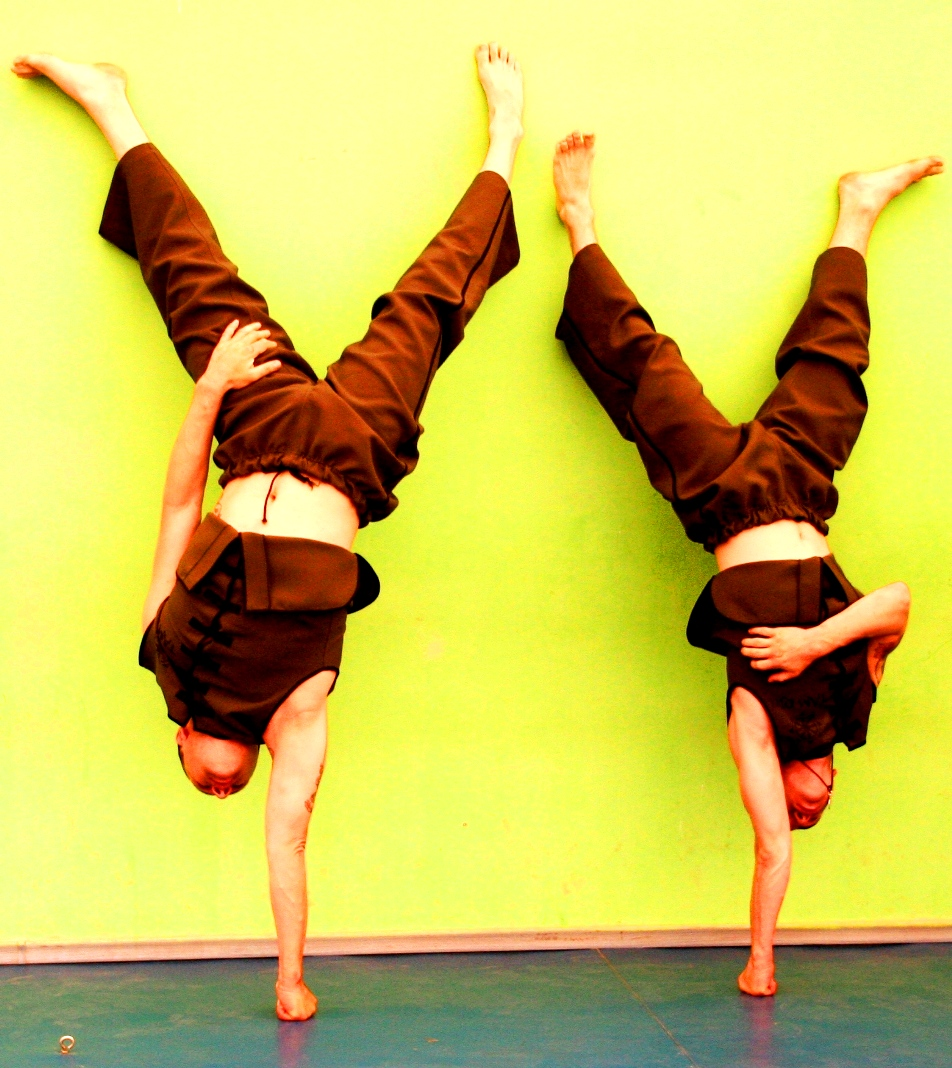
Вправа «Кулак Будди»

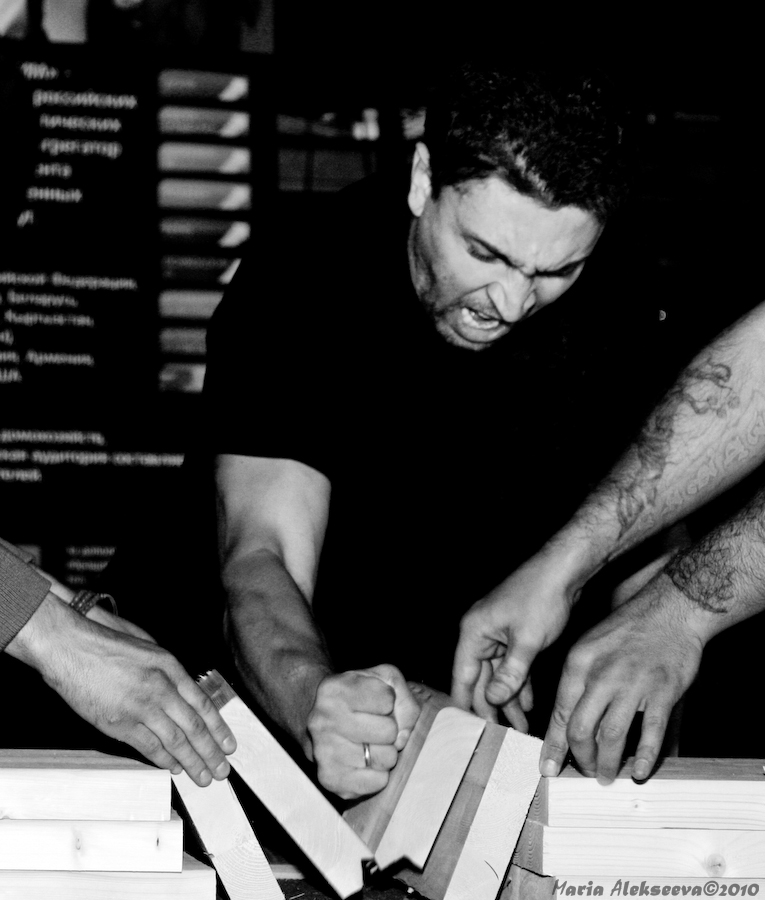

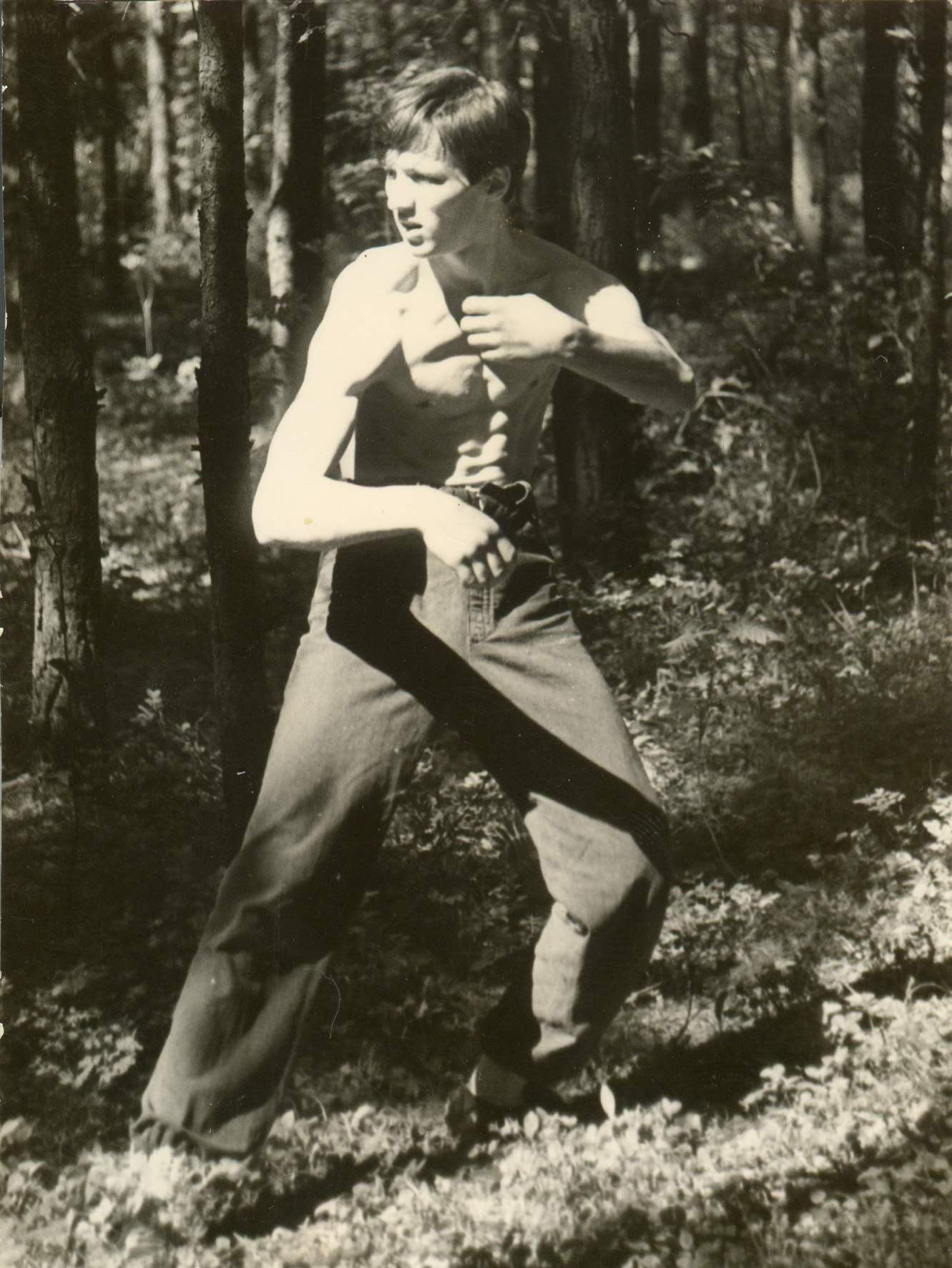
Тхіен Зуен, 1982

## Ідеологія і символіка
Емблема школи - колесо з вісьма спицями - традиційний для буддійської іконографії символ, що знаменує «Вісімковий Шлях». Це зміст четвертої з Благородних Істин, заповіданих Буддою Гаутама. Слідування «Вісімковому шляху» означає дотримання правильної (доброчесного) способу дій у восьми напрямках: 
- Правильні розуміння,
 
- Правильні цілі, 

- Правильне використання мови,
 
- Правильна поведінка, 

- Правильне ставлення до існування, 

- Правильні зусилля, 

- Правильна інтелектуальна діяльність, 

- Правильне споглядання.

У центрі колеса - триєдність, що символізує «три скарби»: Будду, Дгарму і Санґгу. Дракони ліворуч і праворуч від колеса символізують учнів школи, які прагнуть до майстерності.

## Техніка ведення бою
Там Куї характеризується жорсткою контактною технікою, спрямованої на придушення і нейтралізацію супротивника в перші миті його атаки. Арсенал бойових прийомів Там Куї різноманітний і включає в себе удари, кидки, захвати і підсічки.
Ключові особливості, що характеризують техніку стилю:
- Укорінення (заземлення) - щільний контакт з землею для отримання від неї енергії. Укорінення дозволяє взяти гору над супротивником, який значно перевершує бійця у фізичній силі.
- Контроль дій супротивника - постійне і ретельного відстеження та передбачення дій супротивника, що створює основу для миттєвої потужної контратаки.
- Кидки - проведена контратака завершується кидком, в результаті якого може бути вироблено добивання або утримання супротивника.

Таким чином, типова сутичка в стилі Там Куї Кхі-Конг - це моментальна раптова відповідь на атаку супротивника серією потужних ударів, які завершуються кидком і добиванням.

## Кхі-йога
Навчання Там Куї не зводиться виключно до фізичної підготовки і володіння технічними прийомами ведення бою. Важлива особливість традиції Там Куї - прагнення до цілісного розвитку людини і його комплексному оздоровлення: зміцненню внутрішніх органів, сухожильно-зв'язкового апарату, кістково-м'язової системи і отримання стійкою, не схильні до стресів, психіки. Вправи, практика яких дозволяє досягти цього, об'єднані в оздоровчий розділ Там Куї, званий Кхі-йога. В цілому фізична підготовка бійців Там Куї націлена на уміння концентрувати і керувати енергією Кхі (китайск. [[Ци|ци) - основою життєвої сили кожного живого організму. Таким чином, традиція школи Там Куї розглядає будова і функціонування організму як єдиної цілісної системи.

### Пояс Кхі
Початковим вивчаються комплексом Кхі-йоги є дев'ять вправ для розвитку Поясу Кхі. Певне поєднання форм і рухів кистей, рук, ніг, тулуба і увагу до певних центрам тіла дозволяють об'єднати верхні і нижні енергетичні центри людини. Результатом цієї практики є профілактика і лікування багатьох хвороб хребта і внутрішніх органів.

### Тао
Базове навчання техніці єдиноборства у Там Куї базується на вивченні тао - комплексів рухів, що з'єднують випади, удари, ухилення і кидки. Кожне тао націлене на освоєння одного з стилів руху тіла. Базові стилі носять назви камінь, тигр і стрічка. У Там Куї Кхі-Конг існують кілька сотень різних тао. Навчання починається з детального освоєння базових рухів. На наступних рівнях освіти практикуючі відкривають для себе нові тао. 

### Залізна сорочка
Залізна сорочка включає в себе ряд комплексів вправ:

• дихальних, націлених на управління енергією Кхі,

• статичних для розвитку сухожиль, як основних каналів розповсюдження Кхі в організмі людини,

• вирівнювання кісткової структури тіла і формування правильної постави. Формування правильної структури тіла має ключове значення як для загального оздоровлення організму, так і для використання вкорінення.

• удари по тілу, спочатку руками, потім різними предметами. Зокрема використовуються особливі кілочки з дерева, рідше з металу. 

### Залізна долоню
В результаті набиваний, роботи із зафіксованим манекеном та проведення різноманітних ударів по мішку з піском Залізна долоню дозволяє загартувати ударні поверхні рук, щоб використовувати їх як основний бойовий інструмент. Ці комплекси вправ також розвивають м'язовий комплекс кистей, передпліч і плечей.
Щоденна практика вправи «Кулак Будди» протягом 10, 20, 30 років порожнисті кістки кисті перетворює в цільні. Завдяки цьому удар знаходить вагу та силу. 

## Навчання методам ведення бою
У школі Там Куї не практикуються спарингові бої між учнями, оскільки дух школи та її ідеологія виключає змагальність. Для практичного закріплення навичок контактного бою учні практикують парні вправи, спрямовані на «бачення» супротивника, здатність передбачати його подальші дії і випереджати їх. До числа основних відносяться вправи В'юнкі нитки і Камені, що котяться.
Початківці учні виконують вправи повільно,.прагнучи до повного контролю за правильністю та точністю виконання рухів. На наступних етапах навчання удари виконуються в повну силу, з закритими очима і з іншими ускладненнями, покликаними відтворити реальну ситуацію бою.
Не менше значення приділяється вихованню морально-етичних якостей учнів. Вважається, що тільки моральна чистота є запорукою успішного розвитку сильної особистості.
Практика Тхіен медитації і невпинне повторення мантри Нам Мо А Зі Да Фат (Nam Mô A Di Ðà Phât), що в перекладі з в'єтнамської означає «приймаю притулок в Будде Амітабге», дозволяють розбудити духовні сили і знайти свободу від пут народження і смерті. 

## Дев'ять ступенів
Критерієм духовного та фізичного розвитку практикуючого Там Куї Кхі-Конг є збагнення дев'ятої ступені. «Дев'ять ступенів» - це Пояс Кхі, Тао, укорінення, зв'язки, парні і інші вправи, які є канонічної формою школи Там Куї Кхі-Конг. При здачі на певний ступінь учень повинен виконати програму всіх попередніх рівнів. За часом проміжок між кожної попередньої ступенем і подальшої становить 60 секунд. Таким чином, для здачі на високий ступінь зовсім не досить мати гарну фізичну форму. Уміння управляти психічним станом і правильно поставлена структура тіла мають вирішальне значення. 

## Там Куї Кхі-Конг в Росії
За межами В'єтнаму Там Куї Кхі-Конг практично невідомий. Це пояснюється приналежністю стилю до закритої традиції, що передається індивідуально від наставників-майстрів (тхай) до учнів. З числа європейських країн майстра стилю присутні лише в Росії. Тут школа Там Куї Кхі-Конг виникла у вісімдесяті роки XX століття.
У 2006 році створена Федерація Там Куї Кхі-Конг, під егідою якої проходить навчання стилю. Традиція школи безпосередньо пов'язана з в'єтнамськими майстрами мистецтва Там Куї. Засновник Федерації - майстер Тхіен Зуен (Ігор Михневич), з дитинства проходив навчання у в'єтнамської майстра Там Куї Кхі-Конг. Майстер Тхіен Зуен створив систему навчання стилю і розробив програму, за якою Школа працює в даний час.
Школи Федерації в даний час діють в Москві і містах Підмосков'я. У них займаються чоловіки і жінки різного віку. Окремі курси передбачені для дітей і підлітків. Створена спеціальна корекційна програма для страждаючих захворюваннями опорно-рухового апарату.